# Clausen (Wuppertal)
Das Wuppertaler Wohnquartier Clausen ist eines von zehn Quartieren des Stadtbezirks Barmen. Namensgebend für das Wohnquartier ist die Ortsbezeichnung Clausenhof, die auf eine mittelalterliche Hofbezeichnung zurückgeht. Als Straße wurde Clausenhof erstmals 1930 im Adressbuch erwähnt. Die Clausenstraße wurde 1881 benannt.

## Geographie
Das 1,06 km² große Wohnquartier in Unterbarmen grenzt im Nordosten an das Wohnquartier Sedansberg, die Hatzfelder Straße grenzt hier die Gebiete ab. Getrennt durch die Schönebecker Straße liegt im Osten das Wohnquartier Rott. Im Süden liegt das Quartier Loh; die Wohnquartiersgrenze ist hier die Bahnstrecke Düsseldorf-Derendorf–Dortmund Süd („Wuppertaler Nordbahn“). Das Elberfelder Wohnquartier Ostersbaum grenzt im Westen an Clausen, die Schwesterstraße bildet hier als Landmarke die Grenze zwischen den Wohnquartieren. Im Nordwesten liegt das zum Stadtbezirk Uellendahl-Katernberg gehörende Wohnquartier Uellendahl-West und im Norden grenzt das Wohnquartier Uellendahl-Ost an. Als Wohnquartiersgrenze wurde hier die langgezogene Kuppe des Stübchensbergs genommen, die zuvor auch Stadtgrenze zwischen Elberfeld und Barmen war. Im Nordosten grenzt Hatzfeld an Clausen; die Trasse der Bundesautobahn 46 trennt die beiden Gebiete.
Zu den besonderen Bauwerken und Einrichtungen zählt das Helios Klinikum, das unter dem älteren Namen „Klinikum Barmen“ bekannt ist. Weiter ist das Gewerbegebiet Clausen markant, das 1930 mit dem Bau der Zentrale der Konsumgenossenschaft Vorwärts-Befreiung begründet wurde. Nachdem 1933 die Konsumgenossenschaft geschlossen und nach dem Krieg wiedereröffnet wurde, ging die Genossenschaft später in dem Coop-Verband auf. 1978 übernahm die Autozuliefererfirma Gebr. Happich GmbH (heute Happich-Gruppe) den gesamten Gebäudekomplex.

## Etymologie und Geschichte

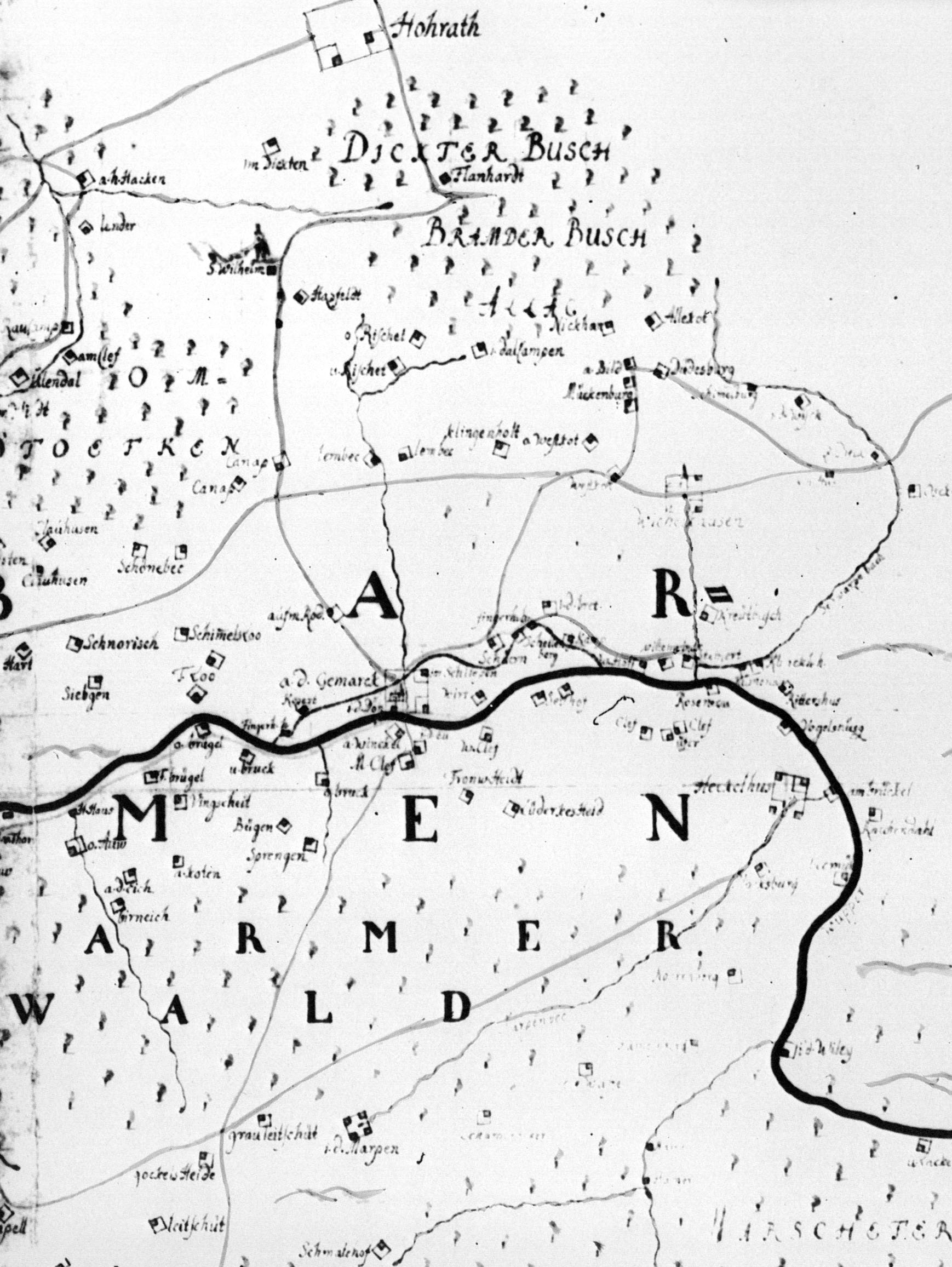
Karte der Hofschaften im Gebiet des heutigen Barmen von Erich Philipp Ploennies (1715)

Zu der Deutung des Namens Clausen bzw. seiner älteren Form Clauhausen gibt es drei Ansichten. Die wahrscheinlichste stammt von Dittmaier, der Claw (=Vieh) -Hausen deutet. Aber auch die Bedeutung als „Verschluss (Schlagbaum) an einer Landwehr“ oder Einsiedlerklause wurde diskutiert, ist aber beides unbelegt.
Die früheste urkundliche Erwähnung Clausens stammt aus einer Wachszinspflichtigenliste des St. Jakob-Altars in Hilden aus dem Jahr 1345. Aus ihr wie auch aus der Beyenburger Amtsrechnung (Abrechnung des Rentmeisters an die Bergisch-herzogliche Kameralverwaltung) des Jahres 1466 geht hervor, dass der Wohnplatz Clausen bereits zu dieser Zeit in vier Vollhöfe unterteilt war.
Aufgrund der ungenügenden Quellenlage ist es nicht belegt, aber möglich, dass Clausen zu den bereits im Jahr 1244 genannten „Gütern in Barmen“ („Bona de Barme“) im kurkölnischen Gebiet gehörte, die von dem Grafen Ludwig von Ravensberg als Allod in den Besitz der Grafen von Berg unter Graf Heinrich IV. übergingen. Territorial lag das Gebiet um Clausen als Teil von Unterbarmen ab dem späten 14. Jahrhundert im bergischen Amt Beyenburg. Kirchlich gehörte es bis zur Einrichtung einer eigenen Barmer Pfarrei dem Kirchspiel Elberfeld an. 1641 wird die Größe Clausens mit 85 Morgen angegeben.
1715 verzeichnet die Topographia Ducatus Montani des Erich Philipp Ploennies zwei benachbarten Höfe mit dem Namen Clausen. Mit den übrigen Höfen in der Bauerschaft Barmen war Clausen bis 1806 Teil des bergischen Amtes Beyenburg. Sie lagen nördlich und südlich der Bundesautobahn 46 in Höhe des Gewerbegebiets Clausen.
1815/16 besaß der Ort 143 Einwohner. 1832 gehörte der Ort zur Sektion l des ländlichen Außenbürgerschaft der Stadt Barmen. Der laut der Statistik und Topographie des Regierungsbezirks Düsseldorf als Einzelne Häuser kategorisierte Ort besaß zu dieser Zeit 15 Wohnhäuser und zehn landwirtschaftliche Gebäude. Zu dieser Zeit lebten 154 Einwohner im Ort, einer katholischen und 153 evangelischen Glaubens.
Bis zum ersten Drittel des 20. Jahrhunderts waren die Clausener Höfe eigenständige Ortslagen. Sukzessive wurde die Ortslage mit einer Ziegelei und ersten Fabrikgebäuden bebaut.